# Центр спільних дій
Центр спільних дій (англ. The Centre of United Actions) — громадська організація, яку заснували у 2009 році Олег Рибачук, Світлана Заліщук та Іван Марунич.
У 2020 році Центр спільних дій почав працювати як аналітично-адвокаційна організація, яка займається аналізом рішень влади (парламенту, уряду та президента), державних та місцевих політик, впроваджує інструменти залучення громадян до ухвалення рішень та участі в демократичних процесах і просуває демократичні зміни.

## Історія
Центр спільних дій з 2009 по 2019 рік існував як платформа платформ, даючи можливість розвиватися різним проєктам, які ставали в кінцевому результаті новими організаціями. Зокрема, до таких належать Рух Чесно, Сильніші разом, Реанімаційний пакет реформ, Сильні громади.

### 2009 рік
Кампанія «Новий громадянин»— це позапартійна, політично незаангажована громадська ініціатива, що мала на меті посилити вплив громадян на суспільні й політичні процеси в Україні. Центр спільних дій розпочав свою діяльність з цієї кампанії.
Загалом ініціатива об'єднала майже 50 незалежних громадських організацій, які займалися захистом прав людини, обстоюванням свободи слова, моніторингом виборів, дослідженням актуальних питань державної політики, розв'язанням проблем місцевого самоврядування, довкілля та здоров'я, підтримкою молоді тощо.  
Основні завдання кампанії — координація діяльності громадських ініціатив, моніторинг виборчих перегонів та президентських виборів 2010, посилене інформування суспільства, а також українських та іноземних ЗМІ, публічний тиск для вирішення актуальних суспільних проблем.  

### 2010 рік
Владометр — проєкт Центру спільних дій, який займався моніторингом політичних обіцянок. Його суть полягала у фіксуванні обіцянок українських політиків (від голови сільради — до президента) та моніторингу їхнього виконання. Команда проєкту намагалась зробити українську політику більш прозорою і менш популістською. Генерувати зміст могла не лише редакція, а й самі користувачі.  
Головним редактором був Вахтанг Кіпіані.
Адвокаційна кампанія закону про доступ до публічної інформації — кампанія була реалізована силами членів партнерства «Новий громадянин» під координацією Центру спільних дій. Головна мета кампанії — ухвалення та повноцінна реалізація Закону України «Про доступ до публічної інформації», розвиток свободи слова. Закон було ухвалено 13 січня 2011 року.  

### 2011 рік
Рух Чесно у 2011 році створили як коаліцію громадських організацій, ЗМІ, незалежних журналістів та активістів для моніторингу передвиборчої кампанії та виборів до Верховної Ради 2012 року.  
За час своєї діяльності Рух Чесно став найбільш впливовою українською watchdog-ініціативою з прозорості, підзвітності та відкритості політиків і партій.  
У 2020 році Рух Чесно став громадською організацією із експертизою у сферах парламентаризму і місцевого самоврядування, політичних фінансів та виборів.
1-ий міжнародний конкурс «Стоп Цензурі! Громадяни за вільні країни!» — одна з сотні найкращих інформаційних кампаній в світі на захист свободи слова за версією британської організації Index Censorship. Реалізація конкурсу відбувалась завдяки Центру спільних дій із залученням журналістів руху «Стоп Цензурі!», партнерських організацій, популярних українських ЗМІ.

### 2012 рік
Кампанія Фільтруй раду, яка відбувалась в межах Руху Чесно, та була спрямована на те, щоб покращити якість політики шляхом очищення майбутнього парламенту від недоброчесних кандидатів.
Ініціатива Youcraine.eu — Твоя Україна в Європі. Цей проєкт, який здійснювали під координацією Центру спільних дій, мав на меті забезпечити українських та міжнародних високопосадовців, а також людей, що формують суспільну думку, прогресивною, реалістичною, актуальною та якісно новою аналітикою щодо Порядку денного відносин між Україною та ЄС.
Після підписання Угоди про Асоціацію з ЄС, у жовтні 2014 року, ініціативу переформатували в інформаційну кампанію «Сильніші разом», секретаріат якої координував Центр спільних дій. У 2015 році команда секретаріату інформаційної кампанії стала громадською організацією Український центр європейської політики.  

### 2013 рік
Фейсбук-сторінка «Євромайдан» — протягом трьох місяців команда Центру спільних дій в цілодобовому режимі вела найпопулярніше медіа часів Революції Гідності в Україні.  
Кампанія Фільтруй владу, яка відбувалась в межах Руху Чесно, основна мета якої — контролювати діяльність народних депутатів, обраних в 2012 році. Активісти ставили до нардепів ряд вимог, зокрема особисте голосування, належне відвідування пленарних засідань, публічність прізвищ помічників, розширення каналів комунікації з виборцями та звітування про свою роботу, прозорість роботи парламентських комітетів.
Документальний альманах «Відкритий доступ», який презентували на Міжнародному фестивалі Docudays UA. Центр спільних дій провів всеукраїнський тур показу фільму (40 показів) із залученням провідних журналістів до дискусій на теми права на доступ до інформації, боротьби з цензурою, активізації громадянського суспільства.

### 2014 рік
Сильні громади Донеччини — проєкт, спрямований на активізацію громадянського суспільства на Сході України. Основні напрямки роботи — дослідження й ідентифікація соціально-економічних проблем та адвокація їхнього вирішення, розробка інфраструктурних проєктів, робота з молоддю, розвиток громадянського суспільства.
У 2018 році проєкт став самостійною громадською організацією.
Реанімаційний пакет реформ — найбільша адвокаційна коаліція провідних громадських організацій та експертів. Навколо РПР об'єдналося понад 300 експертів, активістів, журналістів, науковців, правозахисників з 50-ти найвідоміших українських аналітичних центрів та громадських організацій.  
Команда Центру спільних дій, окрім роботи в рамках експертних груп та загальної координації ініціативи, забезпечувала комунікаційний напрямок роботи секретаріату коаліції. Представники Центру займалися організацією та проведенням різноманітних заходів (вуличних акцій, прес-брифінгів, круглих столів, регіональних презентацій), співпрацювали з журналістами провідних ЗМІ для висвітлення процесу ухвалення законопроєктів ініціативи, забезпечували функціонування вебсайту ініціативи та сторінок у соцмережах.
Кампанія в межах президентських та парламентських виборів, яку реалізував проєкт «Владометр». Головна мета — просування ідеї «відповідальних програм» кандидатів на виборчі посади — програми з конкретними і детальними обіцянками без популізму.
Онлайн-інструмент «Доступ до правди»— найбільша відкрита база розпорядників публічної інформації. Центр спільних дій розробив програмне забезпечення та дизайн сайту, який розмістили на домені Української правди.
2-ий міжнародний конкурс «Стоп Цензурі! Громадяни за вільні країни!» був спрямований на збільшення обізнаності громадян у питаннях захисту свободи слова і протидії цензурі.

### 2015 рік
Проєкт Медіахаб — сo-working та вільний простір. Універсальний майданчик для проведення різноманітних заходів для журналістів та громадських організацій. Проєкт став можливим завдяки зусиллям трьох організацій — Центр спільних дій, Українська правда та Громадське.
Кампанії «Чесна весна — відповідальна осінь», «Стеж за грошима», «Нахіба нам депутат?» — три паралельні кампанії в понад 20 областях України напередодні та під час місцевих виборів 2015 року. Вони відповідали на ключові питання: «що робили депутати?», «що заробили і скільки витратили кандидати на кампанію?», «навіщо взагалі їх обирати?» і «що потім з ними робити після виборів?». Завдяки цим кампаніям зросла спроможність активістів на місцях впливати на місцеву політику.
3-й Міжнародний конкурс «Стоп цензурі! Громадяни за вільні країни». Спеціальною темою в умовах війни та інформаційної агресії Росії стало гасло «Права людини понад усе».  

### 2016 рік
Мережа моніторингових центрів громадського контролю «ДІЙ» здійснювала моніторинг діяльності органів місцевого самоврядування в 5 регіонах України.
Проєкт «Чітко». В межах проєкту команда Центру спільних дій аналізувала чинне нормативно-правове поле щодо системи контролю за використанням публічних фінансів та реальні практики її імплементації на місцях.  
В 2016 році Центр спільних дій розпочав повний цикл вироблення публічної політики щодо рівного доступу до політики. Щоб модернізувати виборчу систему та інші закони України, які впливають на доступ громадян до влади та представництво їхніх інтересів під час розробки національних та місцевих політик. Команда організації провела аналітичні дослідження та публічні консультації залучивши галузевих експертів, представників парламентських політичних партій, дослідників виборчих систем та організації, які слідкують за виборами в Україні. Результати роботи відображені в Зеленій книзі «Рівний доступ до політики».  
«Політична пам'ять» — онлайн-інфраструктура з фактами про партії та політиків, які принаймні раз балотувались до Верховної Ради, обласних і місцевих рад України з перших виборів незалежної України. Проєкт створено в межах Руху Чесно.
4-й Міжнародний конкурс «Стоп цензурі! Громадяни за вільні країни» на тему «Корупція — це…».

### 2017 рік
Тур ЗМІНИТИ — двоетапний всеукраїнський полісі-тур, в рамках якого були зібрані позиції груп інтересів щодо реформування системи охорони здоров'я, освіти, виборчого законодавства, системи контролю за використанням публічних фінансів і доступу громадян до ухвалення рішень.
У співпраці з Міністерством охорони здоров'я України та експертом медичної групи РПР Олександром Ябчанкою Центр спільних дій провів 92 публічні консультації з питань реформи системи охорони здоров'я у 63 містах. Учасниками вироблення державної політики стали близько 2500 представників медичної спільноти, місцевої влади та пацієнтських громадських організацій.
У партнерстві з Міністерством освіти та науки України й експерткою аналітичного центру CEDOS Іриною Когут Центр спільних дій провів 23 консультації з питань реформи системи освіти. Понад 900 освітян, представників місцевої влади та експертних організацій долучитись до вироблення рішень загальнонаціонального рівня.
В рамках проєкту «Чітко» Центр провів 22 публічні консультації в обласних центрах України для аналізу діючої системи контролю за використанням децентралізованих фінансів, до яких долучилися 211 учасників: представники департаментів фінансів, економічного розвитку та внутрішнього аудиту ОДА, керівники та спеціалісти департаментів фінансів міських виконавчих органів і РДА, представники Державної казначейської служби, Державної аудиторської служби, місцевої влади та громадських організацій.
Адвокаційна кампанія щодо виборчої реформи, основне завдання якої — спонукати Верховну Раду ухвалити обіцяну у Коаліційній угоді виборчу реформу, передусім запровадити пропорційну систему з відкритими регіональними списками на парламентських виборах.  

### 2018 рік
Регіональна мережа Центру. Організація розбудувала мережу представників в 22 регіонах України. Представники Центру проводили публічні консультації для залучення груп інтересів в процесі вироблення місцевих політик. Регіональні координатори також організовували заходи в обласних центрах в рамках адвокаційної кампанії щодо виборчої реформи.  
Спецпроєкт «Вибори Вибори» — спільний проєкт Центру спільних дій та онлайн-видання Українська правда, спрямований на привернення уваги до важливих змін державної політики.
PolitHub — всеукраїнська незалежна база даних про всіх політиків і партії, яка містить профілі понад 125 тис. політиків і 540 партій та блоків.

### 2019 рік
Інформаційні кампанії під час президентських та парламентських виборів, в межах якої Центр спільних дій опрацював програми найпопулярніших кандидатів і партій, а після представила їх виборцям в різноманітних форматах.
Інструмент Вибори 2019: За кого голосувати? — онлайн-інструмент порівняння програм кандидатів в президенти і партій, які змагалися за голоси виборців на парламентських виборах. Інструментом скористалися 219 000 користувачів.  
Інформаційна кампанія щодо змін до Конституції, які могли розбалансувати систему стримувань і противаг українських інститутів влади. В межах кампанії Центр спільних дій проаналізував кожен попередньо ухвалений парламентом проєкт та презентував їх в різних форматах, повідомивши громадян про ризики таких змін.
Регіональна мережа організації продовжувала свою роботу на рівні обласних центрів. Водночас регіональні представники розширили свою роботу на рівень об'єднаних територіальних громад, де допомагали органам самоврядування проводити публічні консультації для залучення груп інтересів в процесі вироблення місцевих політик. Команда провела 192 публічні консультації, залучивши 3916 учасників, в 23 обласних центрах та 95 громадах.

### 2020 рік
У 2020 році Центр спільних дій змінив формат своєї роботи з платформи платформ, тобто — старту для нових проєктів, на аналітично-адвокаційну організацію.  
Основні напрямки роботи:
- моніторинг рішень влади — щотижневі дайджести
- аналіз рішень — інституції, баланс гілок влади, органи влади, органи місцевого самоврядування
- розробка рішень — консультації з бізнесом в межах оновлення Угоди про асоціацію з ЄС, аналітична та організаційна підтримка Офісу віцепрем'єрки з питань європейської та євроатлантичної інтеграції
- люди і влада — конкурс Твоя влада. Знай своє місце[41], кампанія в межах місцевих виборів про повноваження органів місцевого самоврядування. Інструмент Вибори 2020: За кого голосувати?[42] — онлайн-інструмент порівняння програм кандидатів у мери міст обласних центрів і партій, які змагалися за голоси виборців на виборах до міськрад обласних центрів. Інструментом скористалися 63 000 користувачів.

Центр доступно і зрозуміло розповідав про рішення влади у подкасті «Ок і шо?». Подкаст можна прослухати на таких популярних платформах як Apple Podcasts, Google Podcasts, SoundCloud, Youtube та Spotify.  

### 2021 рік
Центр спільних дій працює як аналітично-адвокаційна організація, моніторить та аналізує рішення влади. Для Офісу віцепрем’єрки з питань європейської та євроатлантичної інтеграції було підготовлено аналітичний звіт про очікування українського бізнесу від оновлення Угоди про Асоціацію між Україною та ЄС.
Також організація активно співпрацювала із п’ятьма громадами: Рожищенською та Любешівською (Волинська область), Корецькою (Рівненська область), Бучацькою (Тернопільська область) та Великодимерською (Київська область). Аналітики Центру допомагали громадам прозробляти політики розвитку культурної та освітньої мереж, а також сфери поводження з побутовими відходами.  
На основі аналізу бюджетів громад за 2018-2021 роки провели дослідження та склали рейтинг фінансової спроможності громад. Це дозволило показати як найбільші громади планують свої бюджети та чи закладають вони гроші на вирішення ключових питань. Центр розробив детальну методологію з 10 показників, яка дозволила порівняти ефективність різних за населенням та бюджетами громад.
До 30-річчя незалежності Центр спільних дій підготував аналітичний огляд «Історія балансу влад після відновлення Незалежності України». Він охоплює три ключові напрямки діяльності держави, починаючи із 1991 року: економіку, оборону та кадрові призначення через призму роботи Президента, Уряду та Парламенту. Одинадцять інтерв’ю з публічними особами, які безпосередньо були долучені до державотворення або спостерігали за цими процесами, лягли в основу проєкту Укрдерждовгобуд, який доступний на платформах YouTube, Spotify, Apple Podcasts, Google Podcasts та SoundCloud.  
Команда розробила та впровадила в організації принципи різноманіття, рівності та інклюзії (DEI), які враховує у всіх своїх аналітичних розробках, комунікаційних продуктах і внутрішніх процесах. Всі внутрішні політики були оновлені у відповідності до рекомендацій та результатів гендерного аудиту.  
2022 рік  
25 лютого Центр запустив ініціативу з пошуку прихистку для тих, хто змушений був покинути свої домівки через війну. За 5 місяців роботи отримали понад 6,5 тисяч заявок на поселення і 800 заявок від охочих прийняти та заселити тих, хто тікав від війни. Центр допоміг знайти прихисток п'ятьом з половиною тисячам дорослих та дітей. Кожен п’ятий запит був про допомогу людям з інвалідністю.
Центр спільних дій провів конкурс плакатів, малюнків та відео «Країна сама себе не зробить». Учасники поділились своїм баченням того як кожен, поодинці і всі разом, можемо долучатися до державотворчих процесів, а також рефлексували на війну, яку розв'язала проти України Росія. У конкурсі взяли участь 236 авторів із 334 роботами.
Центр розвивав моніторингові продукти і запустив «За законом» —  короткі відеопояснення ключових змін до законодавства, які зачіпають велику кількість людей. Зокрема про те, хто має право на компенсацію за загиблих воїнів, про звільнення волонтерів від податків, облік військовозобовʼязаних жінок тощо.
В 2022 році вийшов подкаст «Один одному» про ініціативи на рівні громад, що роблять перемогу України в повномасштабній війні проти росії ближчою. Загалом у 2022 році вийшло 27 епізодів. Це були ініціативи, які прийняли тимчасово переміщених осіб, допомагали військовим, ініціативи на деокупованих територіях тощо.  
Після перших місяців вторгнення Центр спільних дій відновив співпрацю із Любешівською, Бучацькою, Рожищенською, Великодимерською, Корецькою громадами, а також підписав меморандуми про взаємодію із двома новими громадами – Миколаївською та Сокальською,  яким допомагає покращити систему охорони здоров'я та освітню мережу відповідно.  
2023 рік  
Аналітики Центру спільних дій провели детальне глибинне дослідження низових ініціатив. Для цього вони детально вивчили роботу 131 громадської ініціативи в 14 областях України, які виникли після 24 лютого 2022 року. На основі цієї інформації аналітики окреслили чинники, що допомагають найуспішнішим проєктам ефективно розв’язувати проблеми, на які ті націлені, та продовжувати ефективно працювати навіть через рік повномасштабної війни.  